# Visita de Bento XVI ao Reino Unido
A Visita do Papa Bento XVI ao Reino Unido ocorreu entre 16 e 19 de setembro de 2010. Foi a primeira visita de Estado de um pontífice ao Reino Unido desde que o rei Henrique VIII rompeu com a Igreja Católica em 1534, estabelecendo a Igreja Anglicana. A viagem teve como objetivo ampliar as relações entre o Reino Unido e a Santa Sé e a beatificação do Cardeal John Henry Newman. O Papa João Paulo II já havia realizado uma viagem apostólica em 1982, que foi a primeira viagem de um Papa ao país, porém não se tratou de uma visita de Estado. 
No dia 16 de setembro, o Papa foi recebido oficialmente pela rainha Isabel II em Edimburgo, e prosseguiu para Glasgow, onde celebrou a primeira missa papal do país. Nos três dias restantes, o pontífice dividiu-se entre Londres e Birmingham, na Inglaterra. Apesar da visita ser oficialmente titulada "ao Reino Unido", o Papa não visitou Irlanda do Norte e País de Gales. 
Apesar de ser um convite da Rainha e do Primeiro-ministro David Cameron, a visita do Papa não foi aceita pelos protestantes e pela LGBT, devido principalmente às contestações históricas rebatidas pela Doutrina católica e aos polêmicos casos de abuso sexual por sacerdotes católicos.